# Michail Alexandrovič Tverský
Michail Alexandrovič Tverský (1333 – 26. srpna 1399) byl veliký kníže tverský v letech 1368 až 1399 a veliký kníže vladimirským (1370, 1371–1372, 1375). Jeho otcem byl veliký kníže vladimirský a tverský kníže Alexandr Michailovič, popravený roku 1339 Tatary v Hordě.
Kníže Michail byl od počátku svého panování ve sporu s moskevským knížetem Dmitrijem Donským, který proti němu podporoval odbojná údělná knížata tverského knížectví. Dlouhá léta s ním soupeřil o veliké knížectví vladimirské, ve Vladimiru se však neprosadil, třebaže mu chánové Zlaté hordy udělili třikrát na tuto hodnost jarlyk. Proti svému soupeři uzavřel spojenectví se svým švagrem litevským velkoknížetem Algirdasem, kterého přiměl k trojímu tažení proti Moskvě. Dvě z nich, v roce 1368 a 1370, skončila neúspěšným obléháním Moskvy, potřetí, roku 1372, se litevské a tverské vojsko ani k Moskvě nedostalo. Poté ztratil Algirdas o Moskvu zájem.
Konečná fáze konfliktu s Moskvou se odehrála roku 1375. Politicky izolovaný kníže Michail v ní musel čelit široké koalici ruských knížat, vedených Dmitrijem Moskevským. Během obležení Tveru značnou vojenskou přesilou si uvědomil svoji reálnou situaci a uzavřel raději s Moskvou mír. V ní uznal nadřazenost moskevského knížete, zřekl se nároků na veliké knížectví vladimirské i samostatné zahraniční politiky. Kromě toho se zavázal se k pomoci Moskvě v případném tažení proti Tatarům.